# Stenopsyche fukienica
Stenopsyche fukienica är en nattsländeart som beskrevs av Schmid 1965. Stenopsyche fukienica ingår i släktet Stenopsyche och familjen Stenopsychidae. Inga underarter finns listade i Catalogue of Life.